# Бялиня (герб)
Бялиня (Білиня, Бєліна, Белізна, Бєлюзна, Конопка, пол. Białynia, Bielina, Bielizna, Bieluzna, Konopka) — польський, український та білоруський шляхетський герб польського походження. Цей герб носили понад 40 родів у Речі Посполитій та Литовсько-Руській державі: Білоблоцькі, Гарбузи, Коцюбинські, Лавриновичі, Сушки, Заблоцькі-Десятовські, Заблоцькі, Ждановичі та інші.

## Історія
Легенда гербова говорить наступне: Герб був наданий в Польщі 1332 року королем Владиславом I Локетком. Король очолив похід проти лицарів Тевтонського ордену. Коли армія досягла стану ворога, лицар з дому Яструбець запропонував стріляти вогняними стрілами й підпалив намети супротивника. Вогонь та наступ королівської армії розгромили й знищити ворога. Винахідливість лицаря були винагороджені наданням йому родинного герба, який потім назвали як і село Бялиня (Białynia), біля якого відбувалася битва. Ймовірно ці події відбувались в тій же військовій кампанії, що й Битва під Пловцями 27 вересня 1331 року.
Найстаріший письмовий запис про герб датується 1388 роком.

## Опис герба
У блакитному полі в срібній підкові, шипами вгору зверненій, золотий хрест кавалерський, над хрестом стрібна стріла вістрям вгору. На шоломі п'ять страусових пір'їн.
У початковій, середньовічній, версії герба, замість хреста і стріли на підкові знаходилась срібна перехрещена рогатина.
Тадеуш Гайль, згідно Польської шляхетської енциклопедії, подає ще інакшу версію гербу: замість хреста і стріли — срібна стріла без оперення, роздвоєна знизу.

## Роди
Перелік гербових родів з Гербовника польського Тадеуша Гайля:
Бернатовичі (Bernatowicz), Бівіли (Biwil), Білунські (Biłuński), Білюнські (Biluński), Бірулі (в одн. — Біруля) (Birula), Бялецькі (Білецькі) (Białecki), Бялині (в одн.- Бялиня) (Białynia), Бялиницькі (Білиницькі) (Białynicki), Бялоблоцькі (Білоблоцькі) (Białobłocki), Бялобоцькі (Білобоцькі) (Białobocki), Бордзиловські (Bordziłowski), Бо(р)ждзіловські (Борздиловські) (Borzdziłowski), Бостовські (Bostowski), Б(р)жостовські (Brzostowski).
Венявські (Wieniawski), Вільчеки (Wilczek), Віткевичі (Witkiewicz), Войцикевичі (Wojcikiewicz), Вуйціки (Wójcik), Вуйцікевичі (Wójcikiewicz).
Гарбузи (Harbuz), Гінейки (Ginejko), Глінки (в одн.- Глінка) (Glinka), Гліньки (в одн.- Глінька) (Glińka), Голімінські (Golimiński), Голінінські (Goliniński).
Дзедзелі (в одн.- Дзедзель) (Dziedziel), Дзецьмяровські (Dziećmiarowski).
Ждановичі (Żdanowicz), Жижневські (Żyżniewski), Жизневські (Жизьневські) (Żyzniewski, Żyźniewski).
Заблоцькі (Zabłocki), Загродські (Zagrodzki), Загроцькі (Zagrocki), Замотинські (Zamotyński), Захарські (Zacharski), Здановичі (Zdanowicz), Зижневські (Zyżniewski).
Коварські (Kowarski), Коверські (Kowerski), Ковзани (Kowzan), Кодзі (в одн.- Кодзь) (Kodź), Конопки (Konopka), Коцюбинські (Kociubiński), Кочовські (Koczowski), Куткевичі (Kutkiewicz).
Лавриновичі (Ławrynowicz), Лавриновські (Ławrynowski), Лаковичі (Łakowicz), Лещинські (Leszczyński).
Максимовичі (Maksymowicz), Марцінкевичі (Марцинкевичі) (Marcinkiewicz), Менчковські (Męczkowski), Міксевичі (Miksiewicz), Моґліки (Moglik).
Небжидовські (Niebrzydowski), Немські (Нємські) (Niemski), Новохонські (Nowochoński).
Одроцлеви (Odroclew).
Пасенки (Pasenko), Пошильські (Poszylski).
Рафановичі (Rafanowicz), Ржепецькі (Rzepecki), Ржепневські (Rzepniewski), Ржепницькі (Rzepnicki), Ржепніки (Rzepnik), Римкевичі (Rymkiewicz).
Садовські (Sadowski), Студзінські (Студинські) (Studziński), Сулковські (Sułkowski), Сульковські (Sulkowski), Сушки (Suszko).
Холодецькі (Chołodecki), Хоміховські (Chomichowski).
Цеп(р)жинські (Ceprzyński), Цєкаві (Цікаві) (Ciekawy).
Чубики (Czubik).
Шапути (Szaputa), Шушки (Szuszko).
Щенсновичі (Szczęsnowicz).
Явловські (Jawłowski), Явойші (Jawoysz), Явоші (Jawosz), Янковські (Jankowski), Ящеховські (Jaszczechowski).

## Видатні представники
- Юзеф Бялиня-Холодецький

## Різновиди

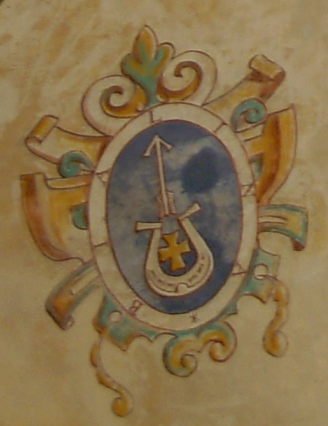
Герб на церкві
Білоблоцькі
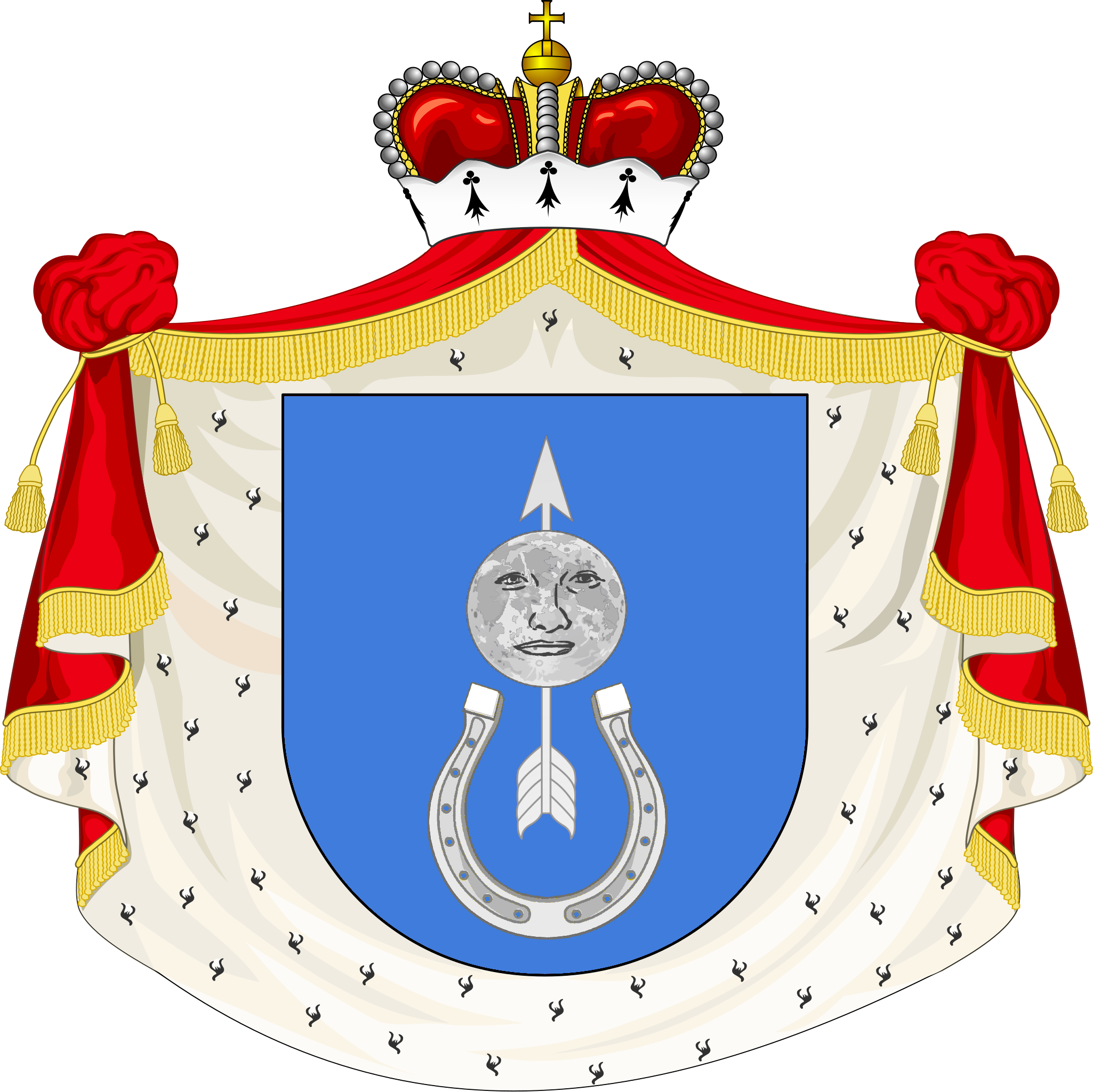
Святополк-Мирські